# 雁园街道
雁园街道是中华人民共和国甘肃省兰州市城关区下辖的一个街道办事处。

## 行政区划
雁园街道下辖以下村级行政区划单位：
中河社区、雁滨社区、雁东社区、刘家滩社区、北面滩社区、高滩社区。